# Caspar Royko
Caspar Royko (né le 1er janvier 1744 à Metava, mort le 20 avril 1819 à Prague) est un théologien catholique autrichien.

## Biographie
Royko commence des études universitaires à Graz puis étudie le droit à Vienne en 1763. Il se concentre sur les droits religieux et naturel auprès de Paul Joseph von Riegger et Karl Anton von Martini. Il revient plus tard à l'université de Graz pour de la théologie. Il reçoit l'ordination de prêtre en 1766. Il a une mission pastorale à Zellnitz et Witschien.
Il accepte à l'université de Graz en 1773 une chaire de logique, de métaphysique et d'éthique à la faculté de philosophie puis va l'année suivante à la faculté de théologie en tant que professeur d'histoire de l'église. En 1777, il est nommé directeur du séminaire de Graz ; parmi ses élèves, il y a Johann Ritter von Kalchberg.
Royko va à l'université Charles de Prague après la transformation de l'université de Graz en lycée en 1782. Il est de nouveau professeur d'histoire de l'église. Au cours de l'année universitaire 1790-1791, il est élu doyen de la faculté de théologie et, durant l'année universitaire 1797-1798, il devient recteur de l'université. Ses conférences d'une philosophie des Lumières et critiques jouissent d'une grande popularité. Le premier volume de Geschichte der großen allgemeinen Kirchenversammlung zu Kostnitz est mis à l'Index librorum prohibitorum. Royko nie la doctrine de l'Église de l'infaillibilité du concile, représente un modèle d'église épiscopalien et préconise une réhabilitation dogmatique de Jan Hus.
Royko est nommé par l'Empereur comme conseiller de gouverneur et ministre dans les affaires spirituelles en 1791 puis participe activement dans la politique avec l'Église de Bohême. En 1794, il est chargé par un décret impérial de l'aspect religieux d'une peine judiciaire. Il prend sa retraite en 1807. Il est ensuite nommé chanoine à la collégiale de l'église de Tous-les-Saints le 28 juillet.